# Verbandsgemeinde Wachenheim
Verbandsgemeinde Wachenheim é uma associação municipal do estado da Renânia-Palatinado.